# Momoko Yoshida
Momoko Yoshida (née en 1990) est une grimpeuse japonaise. Elle est double vice-championne du monde d’escalade handisport dans la catégorie RP3.

## Biographie
Momoko Yoshida décroche la médaille d’argent lors des championnats du monde d’escalade 2018 à Innsbrück, derrière sa compatriote Aika Yoshida et devant la grimpeuse belge Élodie Orbaen. L’année suivante lors de l’édition de Briançon, elle se classe à nouveau 2e derrière Aika Yoshida, et précède cette fois la britannique Martha Evans.